# Breiðdalsheiði
Breiðdalsheiði är en hed i republiken Island.   Den ligger i regionen Austurland, i den östra delen av landet, 400 km öster om huvudstaden Reykjavík.